# Ломинадзе, Андрей Сепович
Андрей Сепович Ломинадзе (1908 год, село Сендары, Кутаисский уезд, Кутаисская губерния, Российская империя — дата смерти неизвестна) — грузинский государственный деятель, председатель исполнительного комитета Ванского районного Совета депутатов трудящихся Грузинской ССР. Герой Социалистического Труда (1949).

## Биография
Родился в крестьянской семье в селе Сендары Кутаисского уезда (сегодня — Ванский муниципалитет). Получил высшее образование. Трудился на административных должностях в Ванском районе. В послевоенные годы — председатель Ванского райисполкома.
Занимался развитием виноградарства в Ванском районе. Благодаря его деятельности виноградарские хозяйства Ванского района в 1948 году перевыполнили в целом по району плановый сбор урожая винограда на 23,8 %. Указом Президиума Верховного Совета СССР от 9 августа 1949 года удостоен звания Героя Социалистического Труда за «получение высоких урожаев винограда в 1948 году» с вручением ордена Ленина и золотой медали «Серп и Молот».
Этим же Указом звание Героя Социалистического Труда получили также первый секретарь Ванского райкома партии Григорий Алексеевич Цховребадзе, заведующий районного отдела сельского хозяйства Герман Онифантович Маглакелидзе, главный районный агроном Константин Семёнович Ткешелашвили, труженики двух колхозов Ванского района звеньевые Сергей Доментиевич Хубулава и Георгий Александрович Окропилашвили.
В последующие годы виноградарские хозяйства Ванского района сдавали государству высокие урожаи винограда. За выдающиеся достижения в развитии сельского хозяйства был награждён в 1950 году вторым Орденом Ленина.
После выхода на пенсию проживал в Ванском районе. Дата смерти не установлена.
Награды
- Герой Социалистического Труда
- Орден Ленина — дважды (1949; 25.11.1950)